# Bannière avant d'Otog
Pour les articles homonymes, voir Otog.
La bannière avant d'Otog (chinois : 鄂托克前旗 ; pinyin : Ètuōkè Qián Qí ; mongol : ᠣᠲᠣᠭ ᠤᠨ
ᠡᠮᠦᠨᠡᠳᠦ
ᠬᠣᠰᠢᠭᠤ, VPMC : Otoɣ-un Emünedü qosiɣu, cyrillique : Ото-ун Эмүнэдү қосиу) est une subdivision administrative de la région autonome de Mongolie-Intérieure en Chine. Elle est placée sous la juridiction de la ville-préfecture d'Ordos.

## Démographie
La population de la bannière était de 68 168 habitants en 1999.